# Batman (videojoc)
Batman és un joc d'acció i aventura isomètric en 3D del 1986 de la franquícia Batman desenvolupat per Ocean Software per a microprocessadors Amstrad CPC, ZX Spectrum, MSX i Amstrad PCW.
L'objectiu del joc és rescatar Robin mitjançant la recopilació de les set parts de l'aerolliscador Batcraft que es troben disperses per tota la Baticova. El joc té lloc en un univers 3D isomètric, el qual els programadors John Ritman i Bernie Drummond encara desenvoluparien més per al llançament el 1987 de Head Over Heels. El joc es caracteritza per l'aplicació d'un dels primers exemples d'un sistema que permet als jugadors per reiniciar des d'un punt intermedi en el joc en la pèrdua d'una vida en comptes d'haver de tornar a fer tot el camí des del començament (en aquest cas el punt en què Batman recull una Batpedra).
Batman va ser ben rebut per la premsa de videojocs del moment. La revista Crash li va donar una qualificació de 93%, Your Sinclair li va donar 9/10 i Sinclair User li va donar cinc estrelles i el va qualificar com un clàssic.

## Versions
- Un remake freeware anomenat Watman es realitzà per a PC el 2000.[6]
- Retrospec en va fer una altra versió el 2010.[7]